# Тимофей (Щербацкий)
Митрополит Тимофей (в миру — Тихон Иванович Щербацкий; 1698, Триполье, Киевский полк, Русское царство — 18 апреля 1767, Москва, Российская империя) — епископ Русской православной церкви, митрополит Московский и Калужский.

## Биография
Тихон Щербацкий родился в Триполье на Днепре в 1698 году. Отец его, Иван Щербацкий — зажиточный мещанин, желая дать сыну образование, определил его в Киевскую духовную академию. Обладая отличным голосом, Тимофей поступил в академический певческий хор.
Пётр I, во время своего первого посещения Киева, обратил внимание на его голос, очень ему понравившийся, и велел взять его певчим в придворную капеллу. Ho вскоре Tихон, желавший продолжать учение, воспользовался тем, что у него стал меняться голос, испросил себе увольнение и вернулся в Киевскую академию.
По окончании курса в академии он принял монашество и получил место кафедрального писаря при Киевском Софийском монастыре, в 1737 году.

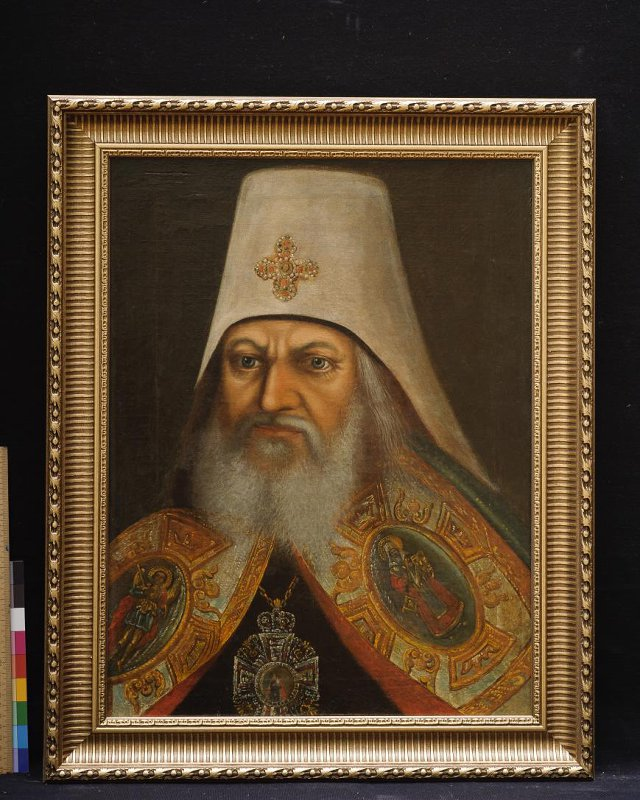
Портрет сер. XVIII в.

В том же году был произведён в игумены и определён настоятелем Мгарского Спасо-Преображенского монастыря, Полтавской епархии. Здесь он пробыл недолго, ибо в том же году переведён обратно в Киев в Выдубицкий монастырь.
В 1739 году он рукоположен был в архимандрита и назначен настоятелем Златоверхомихайловского монастыря, а 14 апреля 1740 году в присутствии киевского митрополита Рафаила избран и утверждён был настоятелем Киево-Печерской лавры.
Когда в сентябре 1744 году в Киев ожидалась императрица Елизавета Петровна, Тимофей написал в Петербург графу А. Г. Разумовскому письмо, в котором указывал, что дом генерал-губернатора, приспособляемый для приёма государыни, совершенно не соответствует этой цели, а гораздо более подходящим было бы для императрицы поселиться в келиях Киево-Печерской лавры. Предложение было принято, и во время пребывания в Киеве Елизавета Петровна жила в архимандритских покоях. Архимандрит Тимофей встретил государыню речью, в которой восхвалялись добродетели императрицы и её заслуги перед Россией (издана под названием «Речь Императрице Елизавете Петровне на прибытие её в Киево-Печерскую лавру», СПб. 1744).
С этих пор архимандрит Тимофей стал пользоваться покровительством Елизаветы Петровны и уже в 1745 г., по смерти архиепископа московского Иосифа Волочанского, в числе прочих кандидатов на вакантный пост был выставлен синодом и архимандрит Тимофей. По Высочайшему повелению он немедленно вытребован был в Санкт-Петербург. Но пока производилось дело об утверждении одного из намеченных кандидатов, скончался киевский митрополит Рафаил (Заборовский), и тогда, по указанию императрицы, на пост киевского митрополита 9 ноября 1747 года назначен был Tимофей, прямо из архимандритов.
Посвящение его состоялось в Петербурге 6 марта 1748 года. По выбытии Тимофея из Киево-Печерской лавры на митрополию братия этого монастыря на основании вольных прав избрания себе настоятеля выбрала 4 февраля 1748 года Тимофея своим архимандритом. Когда синод опротестовал это избрание, лавра сослалась на то, что в 1570 году она представила звание архимандрита Мелентию Хронтовичу, когда тот назначен был епископом Владимирским и Брестским; тем не менее синод избрания Тимофея не утвердил. За время своего пребывания в Киеве в качестве митрополита Tимофей обращал усиленное внимание на улучшение постановки учебного дела в духовной академии; при нём в академии была введена философская система Баумейстера и изучение французского языка.
4 ноября 1754 года митрополит Тимофей назначен был членом синода. Чувствуя себя усталым, он в 1757 года просил об увольнении его на покой, но вместо удовлетворения этой просьбы переведён был митрополитом в Московскую епархию 22 октября того же года. Здесь, в качестве члена синода, он присутствовал в Московской синодальной конторе.
В 1764 году митрополит Тимофей переименован был в митрополита Московского и Калужского.
3 января 1767 года он уволен был на покой, а 18 апреля того же года скончался.
Он первый из архиереев погребён был не по монашескому, а по священническому обряду, что после этого было особым указом возведено на степень общего правила; похоронен в Чудовом монастыре, в Москве. Надгробную речь произносил Феофилакт (Горский), постриженный митрополитом в монахи (в 1759 г.) и рукоположенный им же в иеромонашество в 1762 г.. Проповедь была напечатана в 1767 г.